# La Cavallussa
La Cavallussa és una pedania de la vila d'El Pinós, a la comarca del Vinalopó Mitjà, País Valencià. Té 23 habitants (2009).
Està ubicada a 4,6 quilòmetres al sud-est del centre municipal, a la vora de la frontera amb la Regió de Múrcia. De tradició agrària, es va despoblar durant mitjans del segle xx. Des de 1990 hi ha una ermita on es guarda a la Mare de Déu de l'Assumpció. El 15 d'agost hi ha una romeria que hi arriba des d'El Pinós. Per La Cavallussa el sender de gran recorregut GR-7 entra al País Valencià provinent de terres murcianes.